# 빌 (장크트갈렌주)
빌(독일어: Wil)은 스위스 장크트갈렌주의 선거구의 수도이다.
빌은 장크트갈렌과 2006년에 합병된 쌍둥이 도시인 라퍼스빌-요나에 이어, 장크트갈렌주에서 세 번째로 큰 도시이다. 브론시호펜 시정촌은 2013년 1월 1일에 빌에 합병되었다. 합병 후 커뮤니티 식별번호가 3425에서 3427로 변경되었다.
1984년에 빌은 건축 유산의 개발과 보존에 대한 공로로 바커상을 수상했다.

## 지리
2013년 합병 이후 빌의 면적은 현재 20.82k㎡이다. 2004년 9월 조사에 따르면 합병 후 면적을 포함하여 전체 토지의 약 50.1%가 농업용으로 사용되고 18.9%는 산림이다. 나머지 토지 중 30.1%는 정착지(건물 또는 도로)이고, 0.9%는 비생산적인 토지이다. 지난 20년(1979/85-2004/09) 동안 정착된 토지의 양은 111ha 증가하고, 농경지는 113ha 감소했다.
합병 전 빌의 면적은 2006년 기준으로 7.6k㎡였다. 이 지역 중 32.1%는 농업용으로 사용되며, 13.9%는 산림이다. 나머지 토지 중 53.4%는 정착지(건물 또는 도로)이고, 나머지(0.7%)는 비생산적(강 또는 호수)이다.
브론시호펜의 이전 시정촌은 2006년 현재 13.2k㎡의 면적을 가지고 있다. 이 면적 중 65.3%가 농업용으로 사용되고 22.1%가 산림이다. 나머지 토지 중 12%는 정착지(건물 또는 도로)이고, 나머지(0.5%)는 비생산적(강 또는 호수)이다. 그것은 브론시호펜과 로스뤼티의 마을과 마우크빌, 트루겐의 작은 마을, 그리고 드라이브루넨의 순례지로 구성되어 있다.

## 인구통계
2020년 12월 기준, 빌의 인구는 24,132명이다. 2013년 기준으로 인구의 27.3%가 거주 외국인이다. 지난 3년(2010-2013) 동안 인구는 3.13%의 비율로 변경되었다. 2000년 기준 외국인 인구는 독일 272명, 이탈리아 776명, 구유고슬라비아 1,876명, 오스트리아 135명, 터키 309명, 타국 578명이다. 2013년 시정촌의 출생률은 11.2명이었고 사망률은 인구 천명당 7.5명이었다.
합병 전인 2011년 브론시호펜의 인구는 4,654명이었다.
2000년 기준, 인구 대부분이 독일어(85.1%)를 사용하며, 알바니아어가 두 번째로 많이 사용되며(4.5%) 이탈리아어가 세 번째로 많이 사용된다(3.0%). 스위스 공용어(2000년 기준) 중 13,943명이 독일어, 60명이 프랑스어, 488명이 이탈리아어, 26명이 로만슈어를 사용한다.
2013년 기준으로 아동·청소년(0~19세) 인구가 19.7%, 성인(20~64세)이 62.6%, 노인(64세 이상)이 17.7%를 차지한다.
2000년에는 2,829명(인구의 17.3%)이 개인 주택에 혼자 살고 있었다. 자녀가 없는 부부(기혼 또는 약혼)의 일부는 4,034명(또는 24.6%)이었고 자녀가 있는 부부의 일부는 7,421명(또는 45.3%)이었다. 한부모 가정에 거주하는 사람은 954명(5.8%)이었고, 한부모 또는 양부모와 함께 사는 성인 자녀가 79명, 친척으로 구성된 가구에 거주하는 사람이 90명, 한 가구에 거주하는 사람이 174명이었다. 혈연이 아닌 사람들로 구성된 811명은 시설에 수용되거나 다른 유형의 집단 주택에 살고 있다.
2007년 연방 선거에서 가장 인기있는 정당은 31.7%의 득표율을 기록한 SVP였다. 다음으로 가장 인기 있는 세 정당은 CVP (21.9%), SP (14.9%), FDP (12.5%)였다.
빌에서는 인구의 약 69.2%(25-64세)가 비필수 고등교육 또는 추가 고등교육(대학 또는 응용학문대학)을 완료했다. 빌의 전체 인구 중 2000년 기준으로 3,538명(인구의 21.6%)이 초등 교육을 이수하고, 중등교육을 이수한 사람은 6,179명 (37.7%), 중등교육을 이수한 사람이 2,158명(13.2%)이다. 고등 교육을 받은 경험이 있으며, 818명(5.0%)은 학교에 다니지 않는다. 나머지는 이 질문에 대답하지 않았다.

## 종교

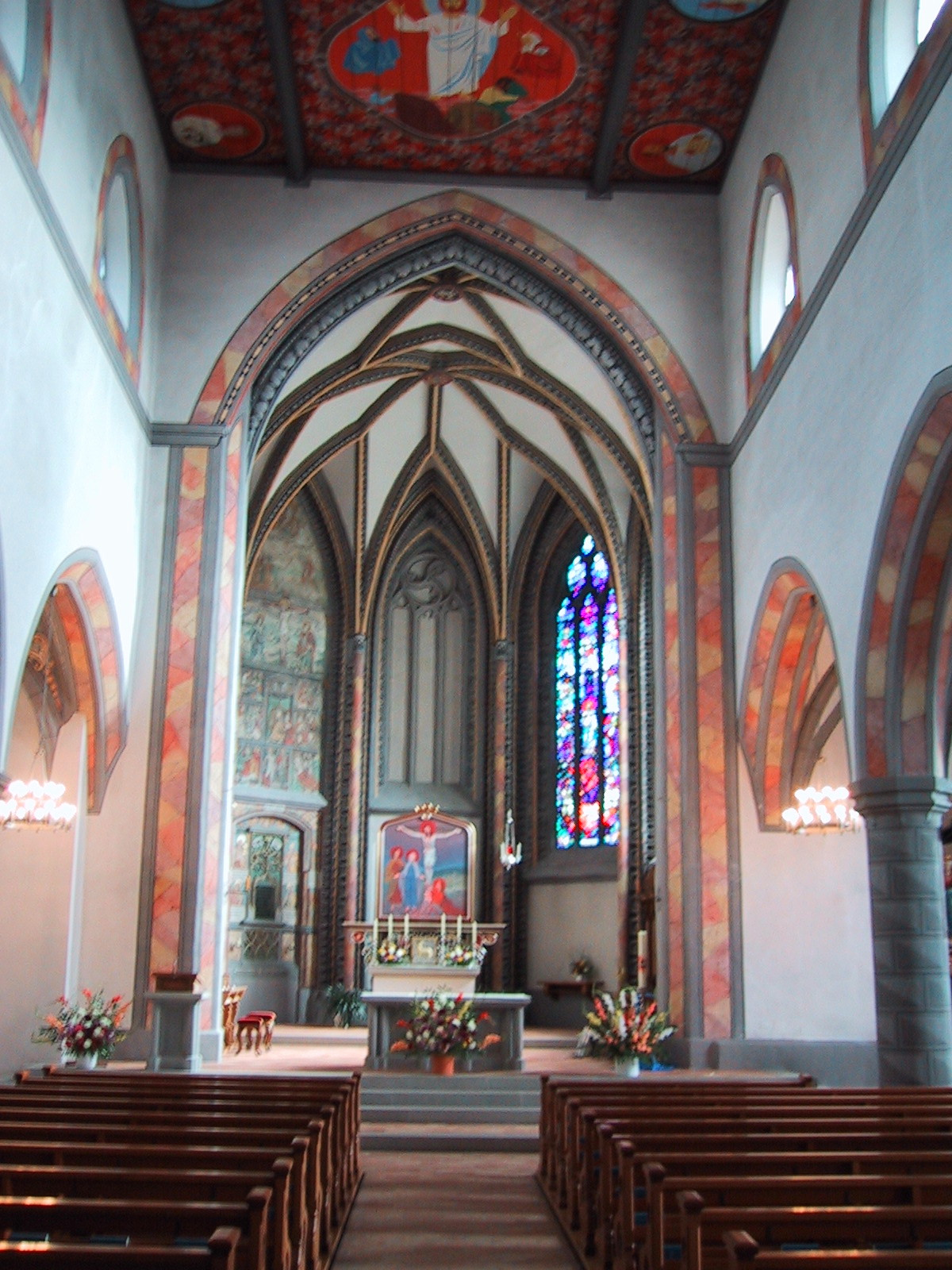
빌 교회 내부

2000년 인구 조사에 따르면 8,817명(53.8%)이 로마 가톨릭 신자이고, 3,561명(21.7%)이 스위스 개혁 교회에 속해 있다. 나머지 인구 중 크리스찬 가톨릭 교회 신자는 6명(전체 인구의 약 0.04%), 정교회 신자는 473명(약 2.89%)이며, 다른 기독교 교회에 속한 265명의 개인(약 1.62%)이다. 유대인은 10명(약 0.06%)이고, 이슬람교는 1,433명(인구의 약 8.74%)이다. 다른 교회(0.71%)에 속한 116명(인구의 약 0.71%)이 다른 교회(인구 조사에 등재되지 않음)에 속해 있으며, 1,138명(6.94%)이 교회에 속하지 않고 불가지론 또는 무신론자이며, 573명(3.50%)가 질문에 대답하지 않았다.

## 국가중요문화재

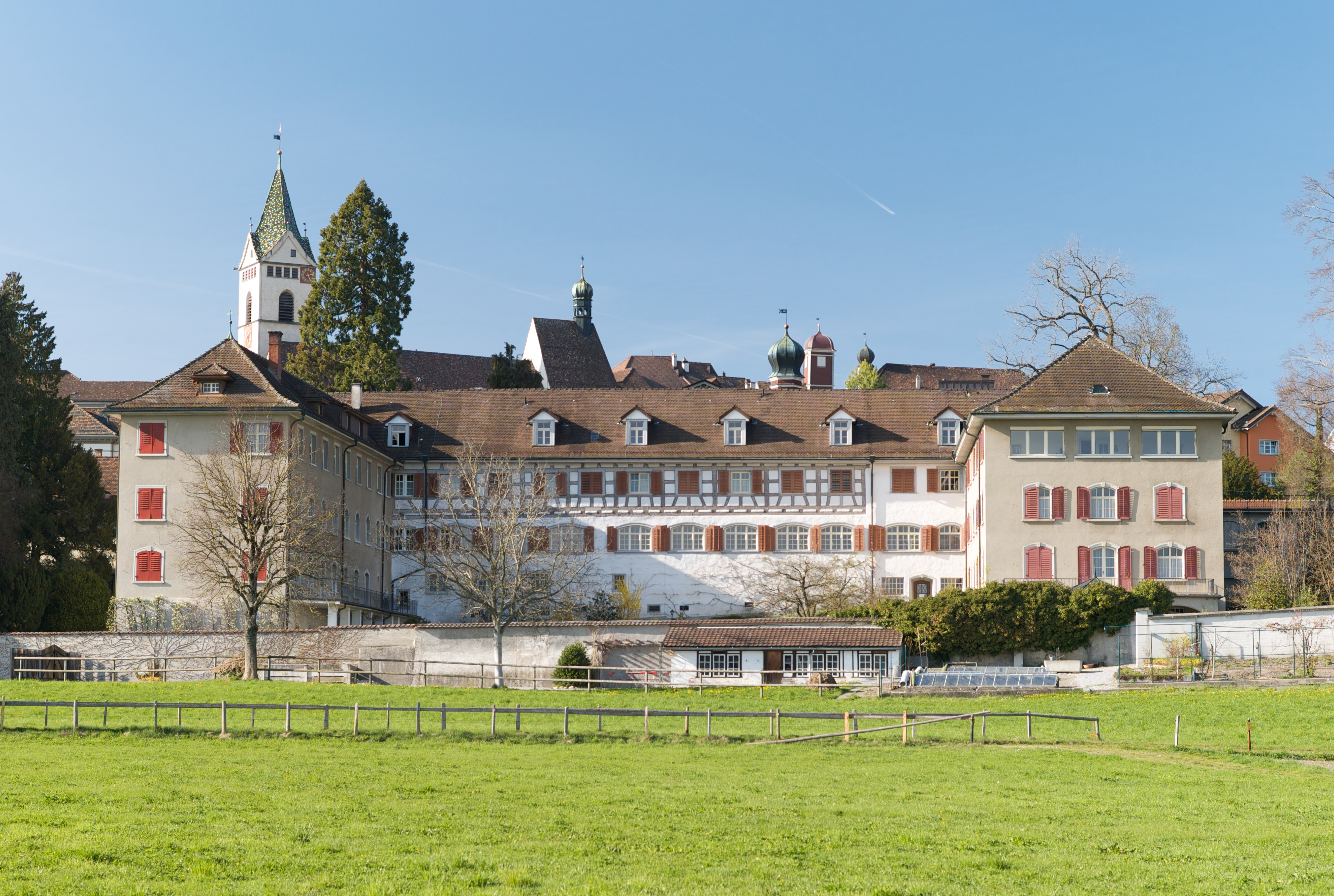
성 카테리나의 도미니칸 수도원

마크트가세 73의 바로넨하우스, 성 카타리나의 모미니칸 수도원, Hof (주교후의 이전 자리) 및 드라이브루넨의 순례교회 마리아-Hilf는 국가적으로 중요한 스위스 문화 유산으로 등록되어 있다.
빌의 구시가지는 스위스 유산 목록의 일부로 지정되었다.

## 경제
2012년 기준으로 시정촌에 고용된 총 인원은 14,138명이다. 이 중 1차 경제 부문의 54개 기업에서 총 163명이 일했다. 2 차 부문은 247개의 개별 사업에서 3,213명의 근로자를 고용했다. 마지막으로, 3차 부문은 1,456개 기업에서 10,762개의 일자리를 제공했다. 2013년에는 전체 인구의 2.0%가 사회 지원을 받았다.
2000년 기준으로 3,873명의 주민이 시에서 일했고 4,695명이 빌 밖에서 일했고 6,368명이 일을 위해 시정촌으로 통근했다.

## 스포츠
축구 클럽 FC 빌은 스위스 챌린지 리그에서 뛰고 있다.

## 교통
취리히 - 빈터투어에서 장크트갈렌으로 가는 기차 노선에 위치하며, 프라우엔펠트, 바인펠덴 - 콘스탄츠, 바트빌 - 네슬라우 (토겐부르크) 또는 라퍼스빌까지 연결되는 철도 노드이다.
도시는 투르가우주와 국경에 가깝다.